# Diplazium costale
Diplazium costale är en majbräkenväxtart som först beskrevs av Olof Peter Swartz och som fick sitt nu gällande namn av Karel Presl.
Diplazium costale ingår i släktet Diplazium och familjen Athyriaceae. Utöver nominatformen finns också underarten Diplazium costale robustum.